# Labot
Labot (nemško Lavamünd) je kraj/mestece z okoli 3.000 prebivalci in občina na levem bregu Drave v spodnji Labotski dolini v bližini slovenske meje na avstrijskem Koroškem ob izlivu Labotnice v Dravo.
Občina Labot se razprostira ob slovensko - nemški jezikovni meji pod Štalensko goro na povprečni nadmorski višini 348 mnm. Območje občine meri 93,78 km² in je po popisu leta 2001 štelo 3548 prebivalcev, 2020 pa le še 2.870.
Labot je bil v preteklosti pomemben dravski splavarski pristan, ter prometno trgovsko in cerkveno središče nad izlivom Labotnice v Dravo. Gospodarski pomen kraja se je povečal po izgradnji Hidroelektrarne Labot in gorske ceste s Soboškim prelazom (Koglereck) čez Golico v Graško kotlino proti Gradcu.
V srednjem veku je bil Labot sedež prafare za območje, ki je zajemalo tudi kraje v širši Dravski dolini, v Šentandražu v Labotski dolini (Sankt Andrä) pa sedež Lavantinske škofije. 
Po koncu prve svetovne vojne so 27. novembra 1918 enote generala Maistra med drugimi kraji na Koroškem zavzele tudi Labot.